# Anastassija Wassiljewna Jakuschkina

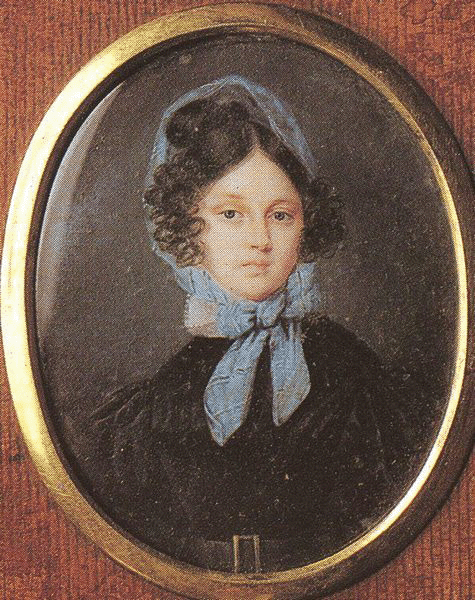
Unbekannter Maler (vor 1828): Anastassija Wassiljewna Jakuschkina

Anastassija Wassiljewna Jakuschkina (russisch Анастасия Васильевна Якушкина, wiss. Transliteration Anastasija Vasil'evna Jakuškina; * 1. September 1807; † 20. Februar 1846) war die Ehefrau des Dekabristen Iwan Jakuschkin.

## Leben
Anastassija verlor den Vater als Kleinstkind. Die Eltern entstammten den russischen Adelshäusern der Scheremetews und der Tjuttschewys.
Die fünfzehnjährige Anastassija Scheremetewa heiratete am 5. November 1822 den 28-jährigen pensionierten Hauptmann und Gutsbesitzer Iwan Jakuschkin. Die beiden Söhne des Paares – Wjatscheslaw (16. September 1823 bis 1861) und Jewgeni (22. Januar 1826 bis 27. April 1905) – wurden auf dem Gut von Anastassijas Mutter in Scheremetjewo bei Moskau geboren. Der Vater der Kinder war am 9. Januar 1826 als Dekabrist verhaftet und in die Sankt Petersburger Peter-und-Paul-Festung sowie später in Fort Kotka eingekerkert worden. Am 6. Oktober 1827 wurde er in Gefängnisse nach Sibirien geschickt. Anastassija reiste also zunächst mit den Kindern und der Mutter nach Sankt Petersburg und suchte ihren Ehemann in der genannten Festung auf. Als dann der Häftling ins finnische Kotka verbracht wurde, traf Anastassija ihren Mann im August 1826 in Pargolowo, einem karelischen Vorort von Sankt Petersburg. Dann als sich Iwan Jakuschkin auf dem Wege nach Sibirien befand, sah ihn Anastassija unterwegs am 15. Oktober 1827 in Jaroslawl zum letzten Mal.

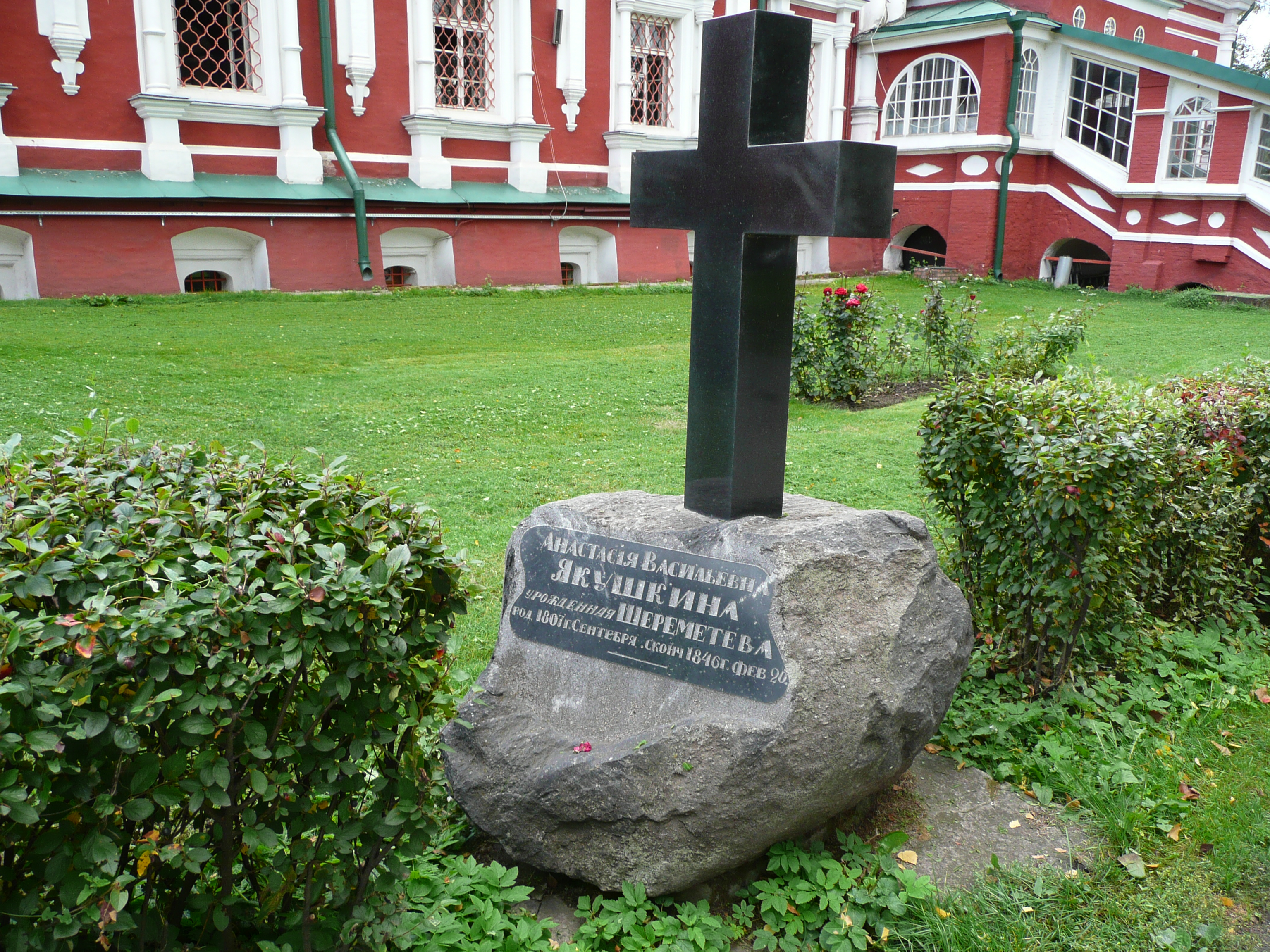
Moskau, Neujungfrauenkloster: Das Grab Anastassija Jakuschkinas

Iwan Jakuschkin meinte, seine Frau möge die Kinder im europäischen Teil Russlands erziehen. 1831 aber wurde sich das Paar einig: Die Kinder seien groß genug und könnten bei der Großmutter zurückbleiben. Benckendorff lehnte am 3. April 1832 in Abstimmung mit Nikolaus I. Anastassijas Gesuch auf ihre Übersiedelung nach Sibirien ab.
Das Grab Anastassijas befindet sich auf dem Gelände des Moskauer Neujungfrauenklosters.

## Eltern
- Vater: Wassili Petrowitsch Scheremetew[6] (1765–1808)
- Mutter:  Nadeschda Nikolajewna Tjuttschewa[7] (1775–1850)

## Anmerkung
1. ↑  
Es scheint, als seien sich alle Kommentatoren einig: Anastassija liebte ihren Mann innig. Deswegen wollte sie ihm unbedingt in die sibirische Verbannung folgen. Über die Gründe des Scheiterns der Reisepläne äußern die Kommentatoren allerdings neben oben genannten noch die verschiedensten Gründe: Die dominante Mutter habe ihre submissive Tochter Anastassija erfolgreich an der Reise gehindert. Iwan Jakuschkin habe seine Ehefrau nicht wirklich geliebt. Er habe ihr die Reise nach Sibirien strikt untersagt (russ. Peter Nikolajewitsch Myslowski  in der FEB (Мысловский, Пётр Николаевич)).